# 第五个现代化 (中国共产党)
第五个现代化是中国共产党自2013年11月的十八届三中全会推行的政策，即全面深化改革的总目标、国家治理体系和治理能力现代化（Modernizing the State Governance System and Capacity）。第五个现代化是以中共中央总书记习近平为核心的中央领导集体执政期间推行的重要国家战略，继承周恩来提出的工业、农业、国防、科学技术四个现代化目标。
中共中央总书记习近平在《论坚持党对一切工作的领导》一书中提到：推进「国家治理体系和治理能力现代化」不是照搬其他国家的政治理念和制度模式，绝不是西方化和资本主义化。习近平与第一代领导人毛泽东一样，经常强调「党领导一切」，要求全党全国必须长期坚持中国共产党的领导和执政地位。

## 主要内容
根据《中共中央关于坚持和完善中国特色社会主义制度、推进国家治理体系和治理能力现代化若干重大问题的决定》，“国家治理体系和治理能力现代化”主要包括13个制度方面的内容，分别是：
1. 坚持和完善党的领导制度体系，提高党科学执政、民主执政、依法执政水平
2. 坚持和完善人民当家作主制度体系，发展社会主义民主政治
3. 坚持和完善中国特色社会主义法治体系，提高党依法治国、依法执政能力
4. 坚持和完善中国特色社会主义行政体制，构建职责明确、依法行政的政府治理体系
5. 坚持和完善社会主义基本经济制度，推动经济高质量发展
6. 坚持和完善繁荣发展社会主义先进文化的制度，巩固全体人民团结奋斗的共同思想基础
7. 坚持和完善统筹城乡的民生保障制度，满足人民日益增长的美好生活需要
8. 坚持和完善共建共治共享的社会治理制度，保持社会稳定、维护国家安全
9. 坚持和完善生态文明制度体系，促进人与自然和谐共生
10. 坚持和完善党对人民军队的绝对领导制度，确保人民军队忠实履行新时代使命任务
11. 坚持和完善“一国两制”制度体系，推进祖国和平统一
12. 坚持和完善独立自主的和平外交政策，推动构建人类命运共同体
13. 坚持和完善党和国家监督体系，强化对权力运行的制约和监督

## 时间表
第五个现代化除了是「四个现代化」的延伸，也是一个新的政治概念，涉及到组织体系和制度体系的改革，被中共称为国家治理上的革命性变革。2019年10月中共十九届四中全会通过的《中共中央关于坚持和完善中国特色社会主义制度、推进国家治理体系和治理能力现代化若干重大问题的决定》中列出第五个现代化有「三步走」时间表：
| 2021年                                     | 2035年                                                  | 2049年                                                                              |
| ------------------------------------------ | ------------------------------------------------------- | ----------------------------------------------------------------------------------- |
| 在各方面制度更加成熟更加定型上取得明显成效 | 各方面制度更加完善 基本实现国家治理体系和治理能力现代化 | 全面实现国家治理体系和治理能力现代化 使中国特色社会主义制度更加巩固、优越性充分展现 |